# Аніліновий друк
Анілі́новий друк — різновидність високого друку. Провадиться за допомогою еластичних (гумових) кліше, виготовлених способом вулканізації і змонтованих на друкувальних циліндрах, кількість яких дорівнює кількості фарб. Фарба являє собою розчин штучних органічних барвників у суміші оцтової кислоти, води і спирту. Вона прозора, плинна, як чорнило, і швидко сохне. Завдяки цьому одночасно можна друкувати 6 і більше фарб. В аніліновий друк використовують також покривні (непрозорі) фарби.
Застосування
Аніліновий друк застосовують при друкуванні на тонкому папері, целофані, поліетиленовій або металевій фользі та ін.